# De averechtse aap
De averechtse aap is het tweehonderddrieëntwintigste stripverhaal uit de reeks van Suske en Wiske. Het is geschreven en getekend door Marc Verhaegen.
Het werd gepubliceerd in TV Ekspres van 2 november 1993 tot en met september 1994. De eerste albumuitgave in de Vierkleurenreeks was in februari 1995, met nummer 243.

## Locaties
- België, televisiestudio, gevangenis, circus Boldini, Dinant met rots Bayard en de citadel, autosnelweg E411, Brussel, Atomium, de Heizel met Heizelpaleis, de Maas

## Personages
- Suske, Wiske, tante Sidonia, Lambik, Jerom, Udo Ludo, Herr Frick Adel (geflipte scheikundige), gevangenisbewakers, medewerker bakkerij “De Warme Krent”, presentator, Arthur, presentatrice voor de onderbreking, circusdirecteur, circusmedewerkers, Oscar (orang oetan), politieagenten, politiecommissaris, bankmedewerkster, Alain en Roger (politieagenten), toponderhandelaars, fotografen, veiligheidsagenten, ambtenaren, economen, professor Hec Konoom, toeristen, wegwerkers, Herr Frick Ando (tweelingbroer van Herr Frick Adel), geheime organisatie

## Het verhaal
Herr Frick en Udo ontsnappen uit de gevangenis. De vrienden horen het bericht op de tv, het duo is veroordeeld voor immorele genetische manipulatie. Lambik is aanwezig in de tv-studio. Hij heeft zijn broer Arthur meegenomen, die zonder genetisch ingrijpen kan vliegen. De uitzending komt stil te liggen door een ongeluk tijdens de vliegdemonstratie. Herr Frick en Udo zijn in een geheim laboratorium en hebben de uitzending ook gezien, Herr Frick is erg geïnteresseerd in Lambik. Lambik neemt Suske en Wiske mee naar het circus en hoort dat een orang oetan is verdwenen, Lambik biedt aan om Arthur zijn kunsten te laten vertonen in ruil voor gratis toegang. Het publiek is enthousiast, maar Lambik wordt buiten de tent neergeslagen en als tante Sidonia de mannen wil tegenhouden wordt ze neergeschoten. Arthur vindt tante Sidonia en vliegt achter de ontvoerders aan. De vrienden volgen hem in de auto, maar worden door iemand op een houten hobbelpaard tegengehouden. 
De vrienden doen aangifte bij de politie, maar horen dat de zoektocht naar de ontsnapte gevangenen voorrang heeft. Jerom komt bij de politie aan, maar heeft geen tijd om het verhaal van zijn vrienden te horen. Jerom geeft de politiecommissaris een brief en rijdt meteen weg in een zwarte wagen en Suske, Wiske en tante Sidonia gaan naar huis. Arthur volgt Lambik en zijn ontvoerders en komt bij rots Bayard in Dinant. Hij ziet de auto een weggetje achter de citadel inrijden. Er opent een geheime deur en Lambik wordt op een stoel vastgebonden en hoort dat hij het instinct van een dier in zijn hersenen krijgt. Oscar, de orang oetan, wordt ook op een stoel vastgebonden en de wetenschappers halen enkele hendels over, waarna de ruimte in een rookwolk wordt gehuld. Lambik gedraagt zich als aap en Oscar heeft het verstand van Lambik, Herr Frick is woedend dat zijn experiment is mislukt. Arthur is in het laboratorium binnengeslopen en bevrijdt Lambik en Oscar, maar wordt zelf geraakt door een pistoolschot.
Oscar rijdt met Lambik weg op een motor met zijspan en Arthur waarschuwt tante Sidonia in een telefooncel. Arthur wordt gered door een man met een speelgoedpaardje en wordt verzorgd in een woonwagen met veel paardenkoppen. Herr Frick en Udo gaan met de genmobiel op pad en willen de mini-gen-manipulator gebruiken om de mensheid aan te passen. Oscar neemt Lambik mee naar de bank en neemt geld op van zijn rekening, maar de medewerkster van de bank waarschuwt de politie. Lambik en Oscar kunnen aan de politie ontkomen en volgen de genmobiel, maar het duo wordt ook gevolgd door manen met dierenmaskers. Suske, Wiske en tante Sidonia luisteren de telefoon van Jerom af en horen dat hij Lambik en Oscar moet uitschakelen als ze de operatie in gevaar brengen. Herr Frick en Udo komen bij het Heizelpaleis waar de wereldeconomie in banen wordt geleid, hij wil de knappe koppen het instinct van dieren geven. Het duo plakt elektroden op dieren en via de computer zal een genkanon worden aangedreven; als iemand door de elektrostraling wordt geraakt, zal het dierlijk instinct worden geïnjecteerd in de hersenen. 
Lambik en Oscar rijden voorbij de onderhandelaars die klaar staan voor een gezamenlijke foto. Veiligheidsagenten willen het duo neerschieten, maar Jerom kan dit voorkomen. Lambik vertelt dat zijn verstand nu in de orang oetan zit en Herr Frick en Udo raken de onderhandelaars met de straling. De mannen kunnen alleen nog dierengeluiden produceren en Herr Frick is woedend omdat zijn experiment opnieuw mislukt. De ambtenaren besluiten alles geheim te houden, omdat er anders een beurscrisis zal uitbreken. De vrienden gaan op zoek naar het laboratorium van Herr Frick. Herr Frick en Udo worden opnieuw achtervolgd, maar ze kunnen ontkomen. Herr Frick gooit de diertjes samen met Udo uit hun auto.
Udo neemt professor Hec Konoom mee en stuurt de andere dieren weg, de dieren vergaderen in het bos over de wereldhandel. Suske, Wiske en tante Sidonia vinden Jerom en nemen hem mee op voorwaarde dat hij niet langer geheimzinnig doet. Ze vinden de lege dierenkooien en Jerom volgt de sporen in het bos, hij waarschuwt de organisatie. Lambik en Oscar volgen Herr Frick, maar ze worden bij de Maas afgeschud. Herr Frick gaat met een kabelbaan naar de citadel en Lambik en Oscar volgen hem met de lift. Herr Frick kan beide gevangennemen en wil een nieuw experiment uitvoeren, hij wil het superwezen waar zijn vader van droomde realiseren. Oscar kan uit de kooi kruipen en verslaat Herr Frick met hulp van Arthur, die met de geheimzinnige paardenman in het laboratorium is aangekomen. Herr Frick valt op zijn knieën als hij zijn broer herkend. De paardenman vertelt dat hij met zijn tweelingbroer het werk van zijn vader wilde voortzetten, maar de experimenten veranderden hun persoonlijkheid. Herr Frick Ando trok zich terug toen hij zijn gezicht verloor en zijn tweelingbroer ging door met de experimenten toen hij Udo trof, maar wil nu alles goedmaken.
Lambik wordt weer normaal gemaakt, maar als hij de aap een schop geeft schiet de aap een geweer met spuitjes leeg. Herr Frick wordt getroffen en veranderd in een gedrocht met hoorns en een staart. Zijn tweelingbroer zoekt antiserum, maar Herr Frick ontsnapt. Een vos bedreigt de dierenvergadering, maar Suske, Wiske en tante Sidonia kunnen de diertjes redden. Een koerier is al onderweg naar Brussel en de diertjes worden door politieagenten naar het Heizelpaleis gebracht. De organisatie krijgt informatie over Udo van Interpol en willen Jerom waarschuwen, maar hij heeft zijn zender achtergelaten. De zender wordt gevonden door Wiske en ze horen dat Jerom in gevaar is, Udo komt met de poedel op een open plek in het bos en wil de cijfercombinatie van de safe waar miljarden voor de Derde Wereld worden opgeborgen. Jerom wil voorkomen dat de poedel in een helikopter wordt getrokken en ontdekt dan dat Udo een robot is, hij wordt verslagen. Herr Frick komt aanstormen, en hierdoor kan de poedel toch nog ontsnappen, en wordt door een kogelregen getroffen. Arthur laat de helikopter neerstorten en Udo wordt dan verslagen door de organisatie, de vrienden horen dat Udo werkte voor een misdaadkartel. Udo zat achter de genetische manipulaties en wilde vanaf het begin alleen het hondje ontvoeren, de organisatie neemt Herr Frick mee om de economen weer normaal te maken.

## Achtergronden bij het verhaal
- In dit album maken Herr Frick en Udo Ludo hun debuut. In Heilig Bloed zouden ze terugkeren.
- De naam Herr Frick is een verwijzing naar het gelijknamige personage uit de serie 'Allo 'Allo!.